# Luis Ortiz (boxeador)
Luis Ortiz (n. Camagüey, Cuba, 29 de marzo de 1979) es un boxeador cubano. Ocupó el título interino de peso pesado de la WBA de 2015 a 2016; originalmente lo ganó en 2014, pero este primer reinado fue anulado sin oposición cuando fue despojado del título debido a una prueba de detección de drogas fallida. Ortiz nuevamente fue despojado del título en 2016. Como aficionado, Ortiz ganó una medalla de plata en la Copa Mundial de Boxeo de 2005. Apodado "The Real King Kong", es conocido por su tamaño, poder de golpe y contraataque. La credibilidad de Ortiz ha sido cuestionada luego de fallar en múltiples exámenes de drogas; Prueba positiva para esteroides anabólicos en 2014 y también para diuréticos en 2017.

## Carrera profesional

### Campeón de peso pesado interino de la AMB

#### Ortiz vs. Vidondo
Un año después de ser despojado, Ortiz tuvo una segunda oportunidad de convertirse en campeón mundial interino, esta vez contra el argentino Matías Ariel Vidondo en la cartelera televisada de Golovkin vs. Lemieux el 17 de octubre en el Madison Square Garden en la ciudad de Nueva York. Se suponía que Ortiz se enfrentaría al ex campeón mundial Bermane Stiverne (24-2-1, 21 KOs), pero el promotor de Stiverne, Don King, se negó a firmar el contrato después de que se hubiera roto el acuerdo. Golden Boy luego firmó con relativo desconocido, el campeón argentino de peso completo, Matías Vidondo, de 38 años, para la pelea. Vidondo cayó una vez en el segundo asalto después de ser sacudido con la mano izquierda al final de la ronda. Ortiz ganó la pelea a través de KO en el tercer asalto, después de enviarlo a la lona con un poderoso gancho de derecha. Luego de la interrupción, Ortiz trepó a la cuerda superior haciendo su golpe característico en el cofre.

#### Ortiz vs. Jennings
El 21 de octubre de 2015, HBO anunció que Ortiz tendría su primera prueba real contra el exretador del título mundial Bryant Jennings (19-1, 10 KOs) el 19 de diciembre, en el Turning Stone Casino en Verona, Nueva York. Inicialmente, se estaba presionando para la cartelera de Golovkin vs. Lemieux, pero no se llegó a un acuerdo. Ortiz ganó la pelea por TKO en la séptima ronda para retener con éxito su título interino. El poder de Ortiz fue demasiado para Jennings ya que lo lastimó repetidamente al principio de la pelea. Jennings se recuperó muy bien en el segundo antes de volver a ser herido en el tercero, y luego regresó muy bien en el cuarto. Pero a partir de ahí, Ortiz pareció tomar la pelea, y luego terminó en la séptima ronda con un fuerte uppercut de izquierda que envió a Jennings boca abajo sobre el lienzo. Después de la pelea, Ortiz convocó a otros pesos pesados como Wilder, Fury y Klitschko, afirmando que estaba listo para demostrar que era el mejor de la división. Esta fue la primera vez que Ortiz fue evento principal de una tarjeta en HBO Boxing After Dark, que promedió 616 000 espectadores, alcanzando un máximo de 735 000 espectadores. Esta fue la primera pérdida por detención de Jennings en su carrera profesional. Ortiz mejoró su récord a 24-0 con 21 nocauts y se ubicó en el puesto n.º 1 de la Asociación Mundial de Boxeo.

#### Ortiz vs. Thompson
El 9 de febrero de 2016, se anunció que Ortiz defendería su título interino de la AMB contra el veterano peso pesado Tony Thompson (40-6, 27 KOs) en el DC Armory, en Washington el 5 de marzo. Ortiz declaró que era "otro peldaño más en mi camino para convertirme en el campeón mundial de peso pesado unificado". Más tarde se anunció el 1 de marzo, que esta pelea ya no sería por el título Interino de la AMB, simplemente porque Thompson no estaba entre los primeros 15 por la Asociación Mundial de Boxeo en ese momento. Thompson había perdido tres de sus últimas cinco peleas, con su última derrota por decisión por puntos ante Malik Scott en octubre de 2015. Thompson también fue derrotado por Carlos Takam y Kubrat Pulev en los últimos tres años. En la noche de la pelea, frente a 4585 asistentes, Ortiz derribó a Thompson en las rondas 1, 3 y 6. Thompson se levantó, pero el árbitro Malik Waleed detuvo la pelea. Los jueces tenían a Ortiz por delante en todas las tarjetas de puntuación en el momento de la detención (50-43, 49-47 y 50-43). La pelea se mostró en vivo en HBO Boxing After Dark y tuvo un promedio de 740 000 espectadores y alcanzó un máximo de 807 000 espectadores. Esto fue un aumento de su combate anterior contra Jennings.

#### Defensas canceladas
Después de que Ortiz derrotara a Jennings, la AMB había querido que Golden Boy Promotions armara una pelea entre Ortiz y el N.º 5 WBA Alexander Ustinov, y al principio esa pelea parecía que no iba a suceder, y Ortiz peleó contra Thompson en su lugar. Sin embargo, en mayo de 2016 se hizo un anuncio de que se había llegado a un acuerdo para que Ortiz se enfrentara a Ustinov en los Estados Unidos con la pelea mostrándose en HBO, quien también había transmitido a Ortiz las últimas dos peleas. La pelea iba a tener lugar en la cartelera de la próxima pelea de Saúl Álvarez el 17 de septiembre en el AT & T Stadium, Arlington, Texas. El ganador estaría un paso más cerca de una oportunidad por el título mundial contra el ganador de la revancha entre Tyson Fury y Wladimir Klitschko, que finalmente fue cancelada después de que Fury fuera declarado "médicamente no apto". Según el promotor de Ustinov, Vladimir Hryunov, la pelea se sacó de la tarjeta el 2 de agosto, indicando que Ortiz era 'problemático e implosionó toda la pelea'. WBA ordenó que se realice una oferta monetaria el 15 de agosto en sus oficinas en la Ciudad de Panamá con una oferta mínima de $600 000. Ortiz tenía derecho al 60 por ciento, lo que significa que ganaría al menos $360 000, y Ustinov derecho al 40 por ciento, al menos $240 000.
Se confirmó en octubre que se había llegado a un acuerdo para que Ortiz defendiera su título mundial contra el peso pesado francés Carlos Takam el 11 de noviembre en Montecarlo. Sin embargo, más tarde se anunció que Takam pelearía contra Johann Duhaupas por el título de Plata del CMB.

### Firma con Matchroom
Ortiz firmó un lucrativo acuerdo con Matchroom Sport de Eddie Hearn el 9 de octubre de 2016, creyendo que es la "manera más rápida de llegar al estrellato". Con este trato, Ortiz se convirtió en el primer boxeador extranjero en firmar con la promoción. Más tarde, se reveló que el trato estaba en una base de lucha por combate.

#### Ortiz vs. Scott
Al día siguiente se confirmó que Ortiz pelearía por el título vacante de peso pesado Intercontinental de la AMB en el evento principal 'Monte-Carlo Boxing Bonanza' contra el estadounidense Malik Scott (38-2-1, 13 KOs) el 12 de noviembre. fue un debut europeo para Ortiz. Ortiz ganó por decisión unánime después de 12 rondas luchando contra un Scott muy evasivo y defensivo. Scott cayó muchas veces durante la pelea que se dictaminaron como resbalones. Ortiz derribó a Scott en las rondas 4, 5 y 9 cuando los jueces anotaron el juego (120-105, 120-106 y 119-106) a favor de Ortiz, quien recogió el título vacante de la AMB intercontinental. En un momento de la primera ronda, el árbitro detuvo la pelea solo para decirle a Scott que luchara ya que no había lanzado un solo golpe. Scott comenzó a meterse en la pelea después de la mitad de la marca con golpes de estilo contrario, ninguno de los cuales realmente afectó a Ortiz. En una pelea sin brillo, Ortiz conectó 146 de 472 golpes lanzados (31 por ciento), mientras que Scott conectó 45 de 155 (29 por ciento).

#### Ortiz vs. Allen
Después de que Ortiz derrotó a Scott, los pesos pesados se abrieron para pelear contra Ortiz el próximo. El boxeador británico David Allen (9-1, 6 KOs) hizo su voz y se acercó a Eddie Hearn sobre una posible pelea. El 23 de noviembre, la pelea fue oficialmente acordada para llevarse a cabo en la cartelera de la pelea por el título de peso pesado de la IBF Joshua-Molina el 10 de diciembre en el Manchester Arena. Allen comentó sobre el enfrentamiento, "No creo que él sea lo que ha sido promocionado, pero le daré más oportunidades que Malik Scott para demostrar que es el verdadero negocio, me pararé frente a él y veré de lo que se trata. Me mantendré firme y negociado porque no puedo hacer nada más. Puedes esperar una pelea, eso es definitivo ". Ortiz anotó una victoria por nocaut en el séptimo asalto sobre Allen. El final llegó cuando Allen estaba tomando el castigo contra las cuerdas. Ortiz estaba aterrizando ganchos y uppercuts izquierdos, tratando de noquear a Allen con un golpe antes de que el árbitro detuviera la pelea.

### Firmando con Al Haymon

#### Suspensión por dopaje
Se informó que el 29 de septiembre de 2017, Ortiz había suspendido una prueba de detección de drogas realizada por VADA, parte del programa de limpieza del WBC. Los medicamentos encontrados en la muestra de Ortiz fueron diuréticos clorothaizida e hidroclorotiazida, que se usan para tratar la presión arterial alta, pero también se pueden usar como agentes enmascarantes para los medicamentos que mejoran el rendimiento. La muestra de orina fue tomada el 22 de septiembre en Miami. Ortiz nunca le informó a VADA que había estado tomando medicamentos.
El 4 de octubre, el CMB retiró su sanción en la pelea entre Wilder y Ortiz e inmediatamente ordenó a Wilder que luchara contra el retador obligatorio Bermane Stiverne (25-2-1, 21 KOs). El mánager de Ortiz, Jay Jiménez, aclaró la situación con respecto al WBC, indicando que su decisión no era castigar a Ortiz, sino que estaban preocupados por su salud. Él dijo: "El WBC programará una visita con uno de sus médicos aprobados para verificar la salud de Luis, y asegurarse de que esté 100 % saludable y apto para la lucha, y que las píldoras para la presión arterial no lo afecten físicamente".
El 9 de octubre, Eddie Hearn, promotor de Anthony Joshua, declaró que Ortiz podría seguir siendo retador obligatorio de la WBA. Ortiz tenía hasta el 20 de octubre para solicitar una muestra 'B'. La AMB esperó en esta fecha antes de que decidieran tomar alguna medida. El 20 de octubre, la AMB suspendió a Ortiz. Ortiz y sus manejadores fueron notificados de que cumpliría al menos una suspensión de seis meses, se eliminaría su estado obligatorio y se eliminaría de los rankings con efecto inmediato.
El 2 de noviembre, la WBA entregó oficialmente a Ortiz una suspensión de un año, sacándolo inmediatamente de sus clasificaciones. Tampoco sería elegible para luchar por ningún título de la AMB por un año. Mendoza afirmó que Ortiz nunca solicitó una prueba de 'B' en consecuencia, sino que lo hizo verbalmente. El presidente de la AMB, Gilberto Mendoza, declaró posteriormente que la longevidad de la prohibición también se debía a que Ortiz había reincidido, ya que había fallado una prueba en 2014 de esteroides anabólicos. El WBC emitió un fallo final el 30 de noviembre en el que Ortiz recibió una multa de $25 000 USD, pero recibió un pase, lo que significa que permanecerá en el ranking.

#### Regreso al ring
Ortiz no perdió tiempo en regresar al ring. El 4 de diciembre de 2017 se anunció que aparecería en una edición especial del viernes de Premier Boxing Champions el 8 de diciembre en el Hialeah Park en Miami, Florida, su primera pelea en Florida en tres años, contra Daniel Martz (16- 5-1, 13 KOs) en una pelea programada de 10 asaltos. La pelea fue una edición tardía debido a que Chad Dawson-Edwin Rodríguez fue cancelado después de que el primero sufrió una lesión en el entrenamiento. Ortiz le hizo un rápido trabajo a Martz, noqueándolo en el asalto 2. Martz cayó al suelo después de ser golpeado con un gancho de izquierda en la cabeza. Martz también cayó en la primera ronda de un golpe al cuerpo. Después de la pelea, Ortiz llamó a Wilder, que estaba sentado cerca del ringside, comentando el combate. Wilder le dijo a Ortiz, "Te lo garantizo, tendrás la pelea".

#### Ortiz vs. Wilder
El 19 de diciembre, las negociaciones se reanudaron entre Ortiz y Wilder, con una posible pelea por el título de peso pesado del CMB de Wilder que tendrá lugar en el Barclays Center de Brooklyn el 3 de marzo de 2018.
Wilder superó la dificultad y noqueó a Ortiz en la ronda 10 para retener su título del CMB frente a una multitud de 14.069. Ambos boxeadores comenzaron la pelea cautelosos con Wilder lanzando el jab, sin embargo Ortiz pareció hacer más en los primeros 4 asaltos lanzando combinaciones. Wilder tomó el control del quinto asalto, derribando a Ortiz una vez. Wilder fue lastimado gravemente en el séptimo asalto por un gancho de derecha y mano izquierda de Ortiz. Luego, Wilder quedó atrapado en las cuerdas al recibir golpes a la cabeza y al cuerpo de Ortiz. El árbitro David Fields mantuvo una estrecha vigilancia sobre Wilder, quien una vez parecía estar casi de pie, pero logró llegar al final de la ronda. A pesar de que Ortiz no logró noquear a Wilder en la ronda 7, los tres jueces anotaron la ronda 10-8 para Ortiz. Wilder usó los asaltos 8 y 9 para descansar y logró evitar cualquier castigo. Wilder lastimó a Ortiz con una mano derecha al final del noveno asalto. Wilder luego descargó sobre Ortiz, que en este momento parecía cansado, en el asalto 10 al derribarlo dos veces antes de que el combate fuera detenido por David Fields. El minuto oficial del paro fue a los 2:05 del décimo asalto.

## Récord en el boxeo profesional
| 33 Ganadas (28 KOs), 3 Derrotas, 2 Sin Resultado |          |                     |      |               |            |                                                         | |
| Res.                                             | Récord   | Oponente            | Tipo | Rd., Tiempo   | Datos      | Localidad                                               | Notas |
| D                                                | 33–3 (2) | Andy Ruiz Jr.       | UD   | 12            | 04/09/2022 | Crypto.com Arena, Los Ángeles, California               | |
| G                                                | 33–2 (2) | Charles Martin      | TKO  | 6 - (12) 1:37 | 01/01/2022 | Seminole Hard Rock Hotel and Casino, Hollywood, Florida | |
| G                                                | 32–2 (2) | Alexander Flores    | KO   | 1 (10), 0:45  | 07/11/2020 | Microsoft Theater, Los Ángeles, California              | |
| D                                                | 31–2 (2) | Deontay Wilder      | KO   | 7 (12), 2:51  | 23/11/2019 | MGM Grand Garden Arena, Paradise, Nevada                | Por el título de la WBC del peso pesado.                                                                                                   |
| G                                                | 31–1 (2) | Christian Hammer    | UD   | 10            | 02/03/2019 | Barclays Center, Nueva York                             | |
| G                                                | 30–1 (2) | Travis Kauffman     | TKO  | 10 (10), 1:58 | 01/12/2018 | Staples Center, Los Ángeles, California                 | |
| G                                                | 29–1 (2) | Răzvan Cojanu       | TKO  | 2 (10), 2:08  | 28/07/2018 | Staples Center, Los Ángeles, California                 | |
| D                                                | 28–1 (2) | Deontay Wilder      | TKO  | 10 (12), 2:05 | 03/03/2018 | Barclays Center, Nueva York                             | Por el título de la WBC del peso pesado.                                                                                                   |
| G                                                | 28–0 (2) | Daniel Martz        | KO   | 2 (10), 0:43  | 08/12/2017 | Park Race Track, Hialeah, Florida                       | |
| G                                                | 27–0 (2) | Dave Allen          | TKO  | 7 (8), 2:59   | 10/12/2016 | Manchester Arena, Mánchester                            | |
| G                                                | 26–0 (2) | Malik Scott         | UD   | 12            | 12/11/2016 | Salle des Etoiles, Monte Carlo                          | Gana el vacante título WBA Intercontinental del peso pesado                                                                                |
| G                                                | 25–0 (2) | Tony Thompson       | KO   | 6 (12), 2:29  | 05/03/2016 | D.C. Armory, Washington D. C.                           | |
| G                                                | 24–0 (2) | Bryant Jennings     | TKO  | 7 (12), 2:41  | 19/12/2015 | Turning Stone Resort Casino, Verona, Nueva York         | Retiene el título WBA interino del peso pesado                                                                                             |
| G                                                | 23–0 (2) | Matias Vidondo      | KO   | 3 (12), 0:17  | 17/10/2015 | Madison Square Garden, Nueva York                       | Gana el vacante título WBA interino del peso pesado                                                                                        |
| G                                                | 22–0 (2) | Byron Polley        | TKO  | 1 (8), 2:38   | 20/06/2015 | Bell Centre, Montreal, Quebec                           | |
| NC                                               | 21–0 (2) | Lateef Kayode       | TKO  | 1 (12), 2:55  | 11/09/2014 | The Joint, Paradise, Nevada                             | Por el vacante título WBA interino del peso pesado; Originalmente victoria por TKO para Ortiz, cambiado a NC tras fallar un test de drogas |
| G                                                | 21–0 (1) | Monte Barrett       | KO   | 4 (10), 0:38  | 03/04/2014 | Fantasy Springs Resort Casino, Indio, California        | |
| G                                                | 20–0 (1) | Alex Gonzales       | KO   | 1 (10), 2:00  | 26/11/2013 | BB&T Center, Sunrise, Florida                           | |
| NC                                               | 19–0 (1) | Joseph Rabotte      | KO   | 3 (10), 2:59  | 20/07/2013 | Mirage Exotic Nightlife, Greensboro, North Carolina     | Originalmente KO para Ortiz cambiado después de que Rabotte se cayera del ring                                                             |
| G                                                | 19–0     | Santiago De Paula   | TKO  | 4 (10), 2:22  | 16/11/2012 | Club de Leones El Millón, Santo Domingo                 | |
| G                                                | 18–0     | Juan Maldonado      | TKO  | 1 (6), 0:30   | 09/11/2012 | Gimnasio Joan Guzmán, Santo Domingo                     | |
| G                                                | 17–0     | José Santos Peralta | KO   | 1 (10), 2:24  | 30/09/2012 | Gimnasio Joan Guzmán, Santo Domingo                     | |
| G                                                | 16–0     | Walter Palacios     | TKO  | 2 (6), 0:10   | 26/05/2012 | Polideportivo España, Managua, Nicaragua                | |
| G                                                | 15–0     | Epifanio Mendoza    | DQ   | 7 (10), 1:07  | 10/02/2012 | Community Center, Palm Bay, Florida                     | Gana el vacante título WBC Latino y WBO Latino del peso pesado; Mendoza fue descalificado por un golpe bajo                                |
| G                                                | 14–0     | Frank Mola          | RTD  | 2 (10), 3:00  | 25/11/2011 | Coliseo Teo Cruz, Santo Domingo                         | |
| G                                                | 13–0     | Arron Lyons         | RTD  | 7 (10), 3:00  | 12/08/2011 | Seminole Hard Rock Hotel and Casino, Hollywood, Florida | |
| G                                                | 12–0     | Henry Saenz         | TKO  | 3 (11)        | 30/07/2011 | Gimnasio Nacional, San José                             | Retiene el título WBA Fedelatin del peso pesado                                                                                            |
| G                                                | 11–0     | Luis Andrés Pineda  | KO   | 6 (9), 1:43   | 17/06/2011 | Roberto Durán Arena, Ciudad de Panamá                   | Retiene el título WBC FECARBOX del peso pesado; Gana el vacante título WBA Fedelatin del peso pesado                                       |
| G                                                | 10–0     | Jason Barnett       | KO   | 1 (6), 2:38   | 03/06/2011 | A La Carte Event Pavilion, Tampa, Florida               | |
| G                                                | 9–0      | Corey Winfield      | KO   | 3 (8), 2:28   | 21/05/2011 | Recreation Center, Wilson, North Carolina               | |
| G                                                | 8–0      | Bert Cooper         | TKO  | 2 (10), 1:29  | 23/04/2011 | County Fair & Exposition, Miami, Florida                | |
| G                                                | 7–0      | Jerry Butler        | TKO  | 3 (6), 1:40   | 02/04/2011 | Roger Dean Stadium, Jupiter, Florida                    | |
| G                                                | 6–0      | Rubén Rivera        | DQ   | 5 (8), 2:50   | 28/01/2011 | DoubleTree, Tampa, Florida                              | Rivera fue descalificado por golpes bajos                                                                                                  |
| G                                                | 5–0      | Francisco Álvarez   | TKO  | 8 (8), 1:27   | 07/12/2010 | Seminole Hard Rock Hotel and Casino, Hollywood, Florida | |
| G                                                | 4–0      | Zack Page           | TKO  | 8 (8), 0:42   | 19/09/2010 | Seminole Hard Rock Hotel and Casino, Hollywood, Florida | |
| G                                                | 3–0      | Kendrick Releford   | UD   | 8             | 24/08/2010 | Seminole Hard Rock Hotel and Casino, Hollywood, Florida | Gana el vacante título WBC FECARBOX del peso pesado                                                                                        |
| G                                                | 2–0      | Charles Davis       | TKO  | 4 (6), 2:20   | 15/06/2010 | Seminole Hard Rock Hotel and Casino, Hollywood, Florida | |
| G                                                | 1–0      | Lamar Davis         | TKO  | 1 (4), 1:18   | 16/02/2010 | Seminole Hard Rock Hotel and Casino, Hollywood, Florida | |